# István Majoros
István Majoros (n. 11 iulie 1974, Budapesta, Republica Populară Ungară) este un luptător ce a reprezentat Ungaria, medaliat olimpic. A participat la 2 ediții ale Jocurilor Olimpice (2000, 2004) în care a câștigat o medalie de aur.